# Championnat de Yougoslavie de football 1977-1978
Navigation
Saison précédente Saison suivante
La saison 1977-1978 du Championnat de Yougoslavie de football est la quarante-neuvième édition du championnat de première division en Yougoslavie. Les dix-huit meilleurs clubs du pays prennent part à la compétition et sont regroupées en une poule unique où chaque formation affronte deux fois ses adversaires, à domicile et à l'extérieur. En fin de saison, les deux derniers du classement sont relégués et remplacés par les deux meilleures équipes de deuxième division.
C'est le club du FK Partizan Belgrade qui remporte la compétition, en terminant en tête du classement final, avec cinq points d'avance sur le tenant du titre, le FK Étoile rouge de Belgrade et quinze sur le Hajduk Split. C'est le 8e titre de champion de Yougoslavie de l'histoire du club.

## Les clubs participants
| - Partizan Belgrade - Dinamo Zagreb - FK Étoile rouge de Belgrade - Hajduk Split - FK Vojvodina Novi Sad - NK Rijeka - FK Radnicki Nis - FK Borac Banja Luka - Buducnost Titograd | - FK Velez Mostar - KF Trepça - Promu de D2 - OFK Belgrade - NK Zagreb - FK Sarajevo - NK Osijek - Promu de D2 - FK Sloboda Tuzla - NK Celik Zenica - Olimpija Ljubljana |

## Compétition

### Classement
Le classement est effectué en utilisant le barème classique (victoire à 2 points, match nul un point, défaite zéro point).
| Rang | Équipe                          | Pts | J  | G  | N  | P  | Bp | Bc | Diff |
| ---- | ------------------------------- | --- | -- | -- | -- | -- | -- | -- | ---- |
| 1    | FK Partizan Belgrade            | 54  | 34 | 22 | 10 | 2  | 55 | 19 | +36  |
| 2    | FK Étoile rouge de Belgrade (T) | 49  | 34 | 21 | 7  | 6  | 59 | 26 | +33  |
| 3    | Hajduk Split                    | 39  | 34 | 14 | 11 | 9  | 58 | 26 | +32  |
| 4    | Dinamo Zagreb                   | 37  | 34 | 12 | 13 | 9  | 54 | 49 | +5   |
| 5    | NK Rijeka (C)                   | 37  | 34 | 12 | 13 | 9  | 47 | 42 | +5   |
| 6    | FK Sloboda Tuzla                | 35  | 34 | 15 | 5  | 14 | 47 | 46 | +1   |
| 7    | FK Velez Mostar                 | 35  | 34 | 13 | 9  | 12 | 42 | 43 | -1   |
| 8    | FK Vojvodina Novi Sad           | 32  | 34 | 14 | 4  | 16 | 46 | 38 | +8   |
| 9    | FK Sarajevo                     | 32  | 34 | 11 | 10 | 13 | 50 | 46 | +4   |
| 10   | Olimpija Ljubljana              | 32  | 34 | 13 | 6  | 15 | 44 | 44 | 0    |
| 11   | Buducnost Titograd              | 31  | 34 | 12 | 7  | 15 | 41 | 51 | -10  |
| 12   | FK Borac Banja Luka             | 30  | 34 | 10 | 10 | 14 | 44 | 50 | -6   |
| 13   | NK Osijek (P)                   | 30  | 34 | 9  | 12 | 13 | 32 | 42 | -10  |
| 14   | FK Radnički Niš                 | 30  | 34 | 9  | 12 | 13 | 31 | 43 | -12  |
| 15   | NK Zagreb                       | 29  | 34 | 9  | 11 | 14 | 37 | 46 | -9   |
| 16   | OFK Belgrade                    | 28  | 34 | 10 | 8  | 16 | 34 | 54 | -20  |
| 17   | NK Čelik Zenica                 | 28  | 34 | 9  | 10 | 15 | 34 | 50 | -16  |
| 18   | KF Trepça (P)                   | 24  | 34 | 7  | 10 | 17 | 28 | 52 | -24  |

|  | Qualification pour la Coupe d'Europe des clubs champions 1978-1979                                |
|  | Qualification pour la Coupe des Coupes 1978-1979                                                  |
|  | Qualification pour la Coupe UEFA 1978-1979                                                        |
|  | Relégation directe en deuxième division                                                           |
|  | (T) : Tenant du titre (C) : Vainqueur de la Coupe de Yougoslavie (P) : Promu de deuxième division |

## Bilan de la saison
| Championnat de Yougoslavie de football 1977-1978                        |                                 |
| Champion                                                                | FK Partizan Belgrade (8e titre) |
| Coupes et trophées                                                      |                                 |
| Vainqueur de la Coupe de Yougoslavie 1977-1978                          | NK Rijeka                       |
| Qualifications continentales                                            |                                 |
| Coupe d'Europe des clubs champions 1978-1979                            | FK Partizan Belgrade            |
| Coupe des Coupes 1978-1979                                              | NK Rijeka                       |
| Coupe UEFA 1978-1979                                                    | FK Étoile rouge de Belgrade     |
| Coupe UEFA 1978-1979                                                    | Hajduk Split                    |
| Promotions et relégations                                               |                                 |
| Promus en Prva Liga                                                     | FK Napredak Kruševac            |
| Promus en Prva Liga                                                     | FK Zeljeznicar Sarajevo         |
| Relégués en Championnat de Yougoslavie de football de deuxième division | NK Čelik Zenica                 |
| Relégués en Championnat de Yougoslavie de football de deuxième division | KF Trepça                       |